# Yale School of Art
La Yale School of Art è la scuola d'arte dell'Università di Yale, che si trova a New Haven, nel Connecticut, negli Stati Uniti d'America.

## Storia
Prima che venisse inaugurata la Yale School of Art, l'Università di Yale disponeva già di un corso di arti visive a partire dal 1832, anno di apertura della Trumbull Gallery, che era stata fondata dall'omonimo artista con il supporto del chimico Benjamin Silliman.
Nel 1864, il filantropo Augustus Russell Street donò dei fondi per istituire una scuola di belle arti a Yale; nel suo lascito, egli dichiarò che l'istituzione avrebbe dovuto essere "una scuola di istruzione pratica, rivolta a entrambi i sessi, e per tutti coloro che volevano diventare professionisti dell'arte". Nel 1866, venne terminata la Street Hall. La scuola venne aperta nel 1869. Nel corso dei quattro decenni che seguirono, oltre tre quarti degli studenti che frequentavano la Yale School of Art erano donne.
Nel 1972, l'indirizzo di architettura della Yale School of Art divenne un istituto indipendente che prende il nome di Yale School of Architecture. Nel 2000, la Yale School of Art venne trasferita in una nuova struttura progettata in parte da Louis Kahn, originariamente concepita per ospitare la sede locale del Jewish Community Center, e poi fatta rinnovare da Deborah Berke.